# Undercovers (serie televisiva)
Undercovers è una serie televisiva statunitense creata da J. J. Abrams (Alias, Lost e Fringe) e Josh Reims per la NBC. La serie ha debuttato il 22 settembre 2010. Dopo la messa in onda di sette dei tredici episodi ordinati, è stata cancellata a causa dei bassi ascolti. La programmazione è stata poi prematuramente interrotta lasciando inediti negli Stati Uniti gli ultimi due episodi.
In Italia la serie è stata trasmessa in prima visione sul canale pay Joi dal 3 febbraio 2011, mentre in chiaro è stata trasmessa su Italia 1.

## Produzione
Il 3 maggio 2010 la NBC ha ufficializzato l'ordine della serie Undercovers per la stagione autunnale 2010-2011. L'episodio pilota è stato diretto dallo stesso J. J. Abrams. L'ultima volta che Abrams diresse un episodio pilota fu nel 2004 per la serie Lost mentre l'ultimo episodio che ha diretto è stato nel 2007 per la serie The Office. In un'intervista Abrams ha dichiarato che la serie sarà molto centrata sui personaggi ma avrà anche una trama serializzata. L'attrice Jessica Parker Kennedy, che nell'episodio pilota interpreta il personaggio di Lizzy Gilliam, è stata sostituita da Mekia Cox dal secondo episodio in avanti. A differenza della serie Alias la storia è centrata sul rapporto fra marito e moglie e non si tratta di una serie drammatica sullo spionaggio.
A causa dei bassi ascolti, la NBC ha deciso prima di non ordinare episodi aggiuntivi ai tredici iniziali, ed ha poi interrotto la programmazione dopo la messa in onda dei primi undici, il 29 dicembre 2010.

## Trama
La serie tratta le vicende di una coppia di coniugi ex agenti della CIA costretti a ritornare in servizio dopo la scomparsa di un collega.

## Episodi
| Stagione       | Episodi | Prima TV originale | Prima TV Italia |
| -------------- | ------- | ------------------ | --------------- |
| Prima stagione | 13      | 2010               | 2011            |

## Personaggi e interpreti
- Steven Bloom, interpretato da Boris Kodjoe
- Samantha Bloom, interpretata da Gugu Mbatha-Raw
- Carlton Shaw, interpretato da Gerald McRaney
- Lizzy Gilliam, interpretata da Jessica Parker Kennedy (ep. 1) e da Mekia Cox (ep. 2+)
- Leo Nash, interpretato da Carter MacIntyre
- Bill Hoyt, interpretato da Ben Schwartz